# 布爾氏魮
布爾氏魮（学名：Barbus bourdariei）為輻鰭魚綱鯉形目鯉科的其中一個種。被IUCN列為瀕危保育類動物，分布於非洲喀麥隆沙那加河流域，體長可達6.8公分。

## 扩展阅读
維基物種上的相關：布爾氏魮